# 클로드 가뇽
클로드 가뇽(Claude Gagnon, 1949년 1월 1일 ~ )은 캐나다의 배우, 영화 감독, 각본가, 영화 프로듀서, 영상 편집자이다.

## 영화
- 카라카라 (2012년)
- 앤을 찾아서 (2009년)
- 가마타 행진곡 (2005년)
- 크.레.이.지 (2005년)
- 리바이벌 블루스 (2004년)